# Vilmos herceg és Kate Middleton esküvői tortája
Vilmos herceg és Kate Middleton esküvői tortája az a torta, amit Vilmos herceg és Kate Middleton esküvőjére készítettek 2011. április 29-ére. Az emeletes gyümölcstortát Fiona Cairns tortatervező tervezte, tejszínnel és fehér virágdíszekkel díszítették; a virágokat Kate Middleton választotta. Tízfős cukrászcsapat készítette el. Brit hagyomány, hogy az esküvőkön gyümölcstortát szolgálnak fel. A nyolcemeletes tortát 900 cukormáz-virág díszítette, és 650 emberre volt elég.
Vilmos herceg a fő torta mellé még egy tortát kért, egy csokoládétortát, amely gyerekkori kedvence, egyben II. Erzsébet kedvenc tortája is. A torta Diána walesi hercegné szakácsa, Darren McGrady receptje alapján készült, és a McVitie's cég készítette el. 1700 kekszet és 20 kg csokoládét használtak fel hozzá.